# آئینه (فیلم ۱۹۷۷)
آئینه (اردو: آئینه) یک فیلم در ژانر موزیکال به کارگردانی نذر الاسلام است که در سال ۱۹۷۷ منتشر شد. از بازیگران آن می‌توان به شبنم، ندیم بیگ، ریحان و بهار بیگم اشاره کرد.